# Gastromicans lisei
Gastromicans lisei är en spindelart som först beskrevs av Maria José Bauab Vianna och Benedicto Abílio Monteiro Soares 1982.  
Gastromicans lisei ingår i släktet Gastromicans och familjen hoppspindlar. Inga underarter finns listade i Catalogue of Life.